# Dunhevedia americana
Dunhevedia americana är en kräftdjursart som beskrevs av Rajapaksa och Fernando 1987. Dunhevedia americana ingår i släktet Dunhevedia och familjen Chydoridae. Inga underarter finns listade i Catalogue of Life.